# Julie Douard
 (mars 2020).
Si vous disposez d'ouvrages ou d'articles de référence ou si vous connaissez des sites web de qualité traitant du thème abordé ici, merci de compléter l'article en donnant les références utiles à sa vérifiabilité et en les liant à la section « Notes et références ».
Julie Douard, née en 1974 à Caen, est une auteure de roman, dramaturge et professeure de philosophie française.

## Biographie
En parallèle de ses études de philosophie, Julie Douard pratique le théâtre à l'université de Caen en tant que comédienne, auteure et metteure en scène, et participe notamment à plusieurs reprises au festival de théâtre Les Fous de la rampe.[réf. souhaitée]

## Œuvres

### Romans
- Après l'enfance, Paris, éditions P.O.L, 2010. (ISBN 978-2-8180-0002-1)
- Usage communal du corps féminin, Paris, éditions P.O.L, 2014. (ISBN 978-2-8180-1915-3)[1]
- La Chair des vivants, Paris, éditions P.O.L, 2018. (ISBN 978-2-8180-4468-1)[2]
- Augustin Mal n'est pas un assassin, éditions P.O.L, 2020. (ISBN 978-2-8180-4932-7)[3]
- Mort clinique, une aventure de RDA, épisode 3, éditions Baraques, 2022, (co-autrice avec Stéphane Nappez)  (ISBN 978-2-493653-03-1)

### Théâtre

#### Pièces écrites et mises en scène
- Esquisse d'Ange (1991) (Compagnie Les égoïstes associés)
- Effroyable Comédie (1994) (Compagnie Les déambules)
- Extrême-Onction (1995) (Compagnie Les déambules)
- Petits Drame d'enchanteur (1996) (Compagnie Les déambules - avec Olivier Lopez)

#### Pièces écrites
- Augustin Mal n'est pas un assassin[4](adapté du roman) mis en scène par Olivier Lopez[5], avec François Bureloup dans le rôle d'Augustin (création mars 2022)

- Les mots sans soucis (2000) (Mis en scène d'Olivier Lopez)
- Ferdinand l'impossible (2001)[6] ( Mis en scène d'Olivier Lopez)
- Plaisant Hiver (1998) (Workshop Compagnie En Chantier)
- Le bureau, pièce malléable (1998) (Inédit)
- Conférences allégées pour penseur bienveillants (1999) (Inédit)
- Tous les ingrédients d'une vie normale (1999) (Inédit)

## Autres contributions littéraires
Elle a contribué à l'écriture d'un livre collectif nommé Couleur, en 2008, aux éditions L'épingle du jeu.
Elle participe, en 2021,  au projet "Flaubert, retour d'Orient" initié par l'association Baraques Walden et par Normandie, Livre et lecture.